# NGC 4984
NGC 4984 ist eine linsenförmige Galaxie vom Hubble-Typ SB0-a und liegt im Sternbild Jungfrau auf der Ekliptik. Sie ist schätzungsweise 55 Millionen Lichtjahre von der Milchstraße entfernt und hat einen Durchmesser von rund 50.000 Lj.
Das Objekt wurde am 8. Februar 1785 von William Herschel entdeckt.